# Zirik
Zirik è un comune dell'Azerbaigian situato nel distretto di Qəbələ. Conta una popolazione di 1 026 abitanti.